# آنتونی بریسکو
آنتونی بریسکو (انگلیسی: Anthony Briscoe؛ زادهٔ ۱۶ اوت ۱۹۷۸) بازیکن فوتبال اهل بریتانیا است.
از باشگاه‌هایی که در آن بازی کرده‌است می‌توان به باشگاه فوتبال تاموورث و باشگاه فوتبال شروزبری تاون اشاره کرد.